# Postepipona socotrae
Postepipona socotrae är en stekelart som beskrevs av Giordani Soika 1974. Postepipona socotrae ingår i släktet Postepipona och familjen Eumenidae. Inga underarter finns listade i Catalogue of Life.